# Tüshaus-Mühle

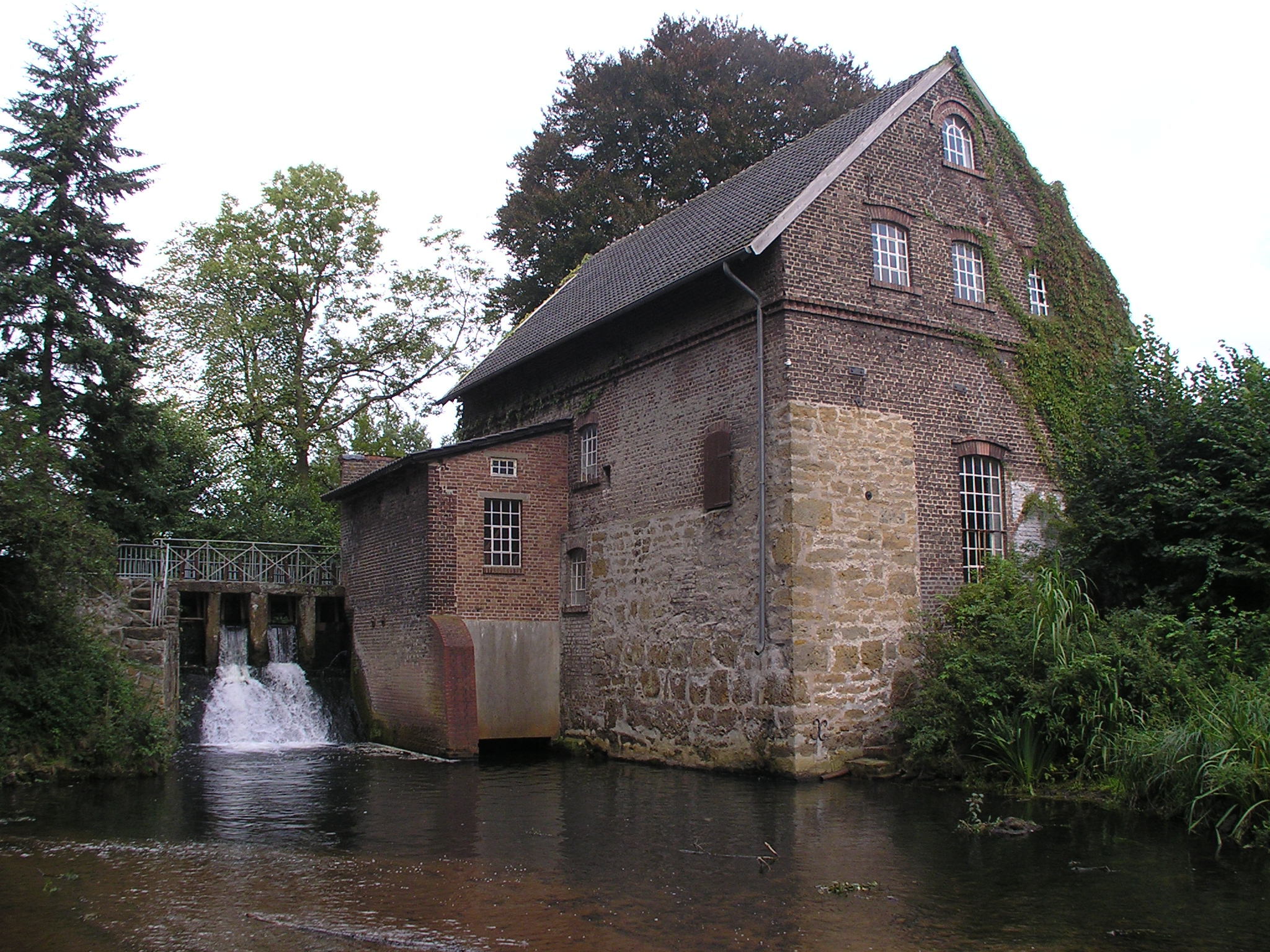
Tüshaus-Mühle von Unterwasser

Die Tüshaus-Mühle ist eine Wassermühle bei Dorsten-Deuten in Nordrhein-Westfalen. Die Mühle liegt am südlichen Rand des Waldgebiets Üfter Mark, wo das Wasser des Hammbachs von Rhade kommend zum Mühlenteich gestaut wird.

## Geschichte
Die Geschichte des Tüshaus-Hofs, zu dem die Mühle gehört, lässt sich bis in das Jahr 1382 zurückverfolgen. Die Herren von Lembeck, die in ihrem Territorium das Wasserrecht innehatten, verpachteten 1615 eine vom Wasser des Hammbachs angetriebene Walkmühle an einen gewissen Tuschhaus. Die Mühle war jedoch nicht der erste Bau an dieser Stelle, da sie auf älteren Fundamenten aufgebaut wurde. In der weitläufigen Heidelandschaft der Umgebung wurden vor allem Schafe gehalten. Die Wolle wurde in der Tüshaus-Mühle von einem Hammerwerk gewalkt und als Filzstoff an die Tuchmacher der Region zur Weiterverarbeitung verkauft. In den Abrechnungsbüchern stehen beispielsweise Kunden aus Wesel, Recklinghausen, Westerholt, Dülmen, Münster und Dinxperlo. Im 19. Jahrhundert wurde mit dem Rückgang der Schafhaltung der Betrieb der Walkmühle jedoch zunehmend unrentabel, sodass die Müller Lüer und Kleine Pecklen 1880 zum letzten Mal Stoffe walkten.
Die Mühle war jedoch schon 1752 aufgestockt und um ein zweites Mühlrad erweitert worden, so dass sie seit 1754 dem Pächter Joan-Heinrich Tüshaus auch als Ölmühle diente. Das Öl wurde dabei vor allem aus den Raps- und Leinsamen der umliegenden Felder gewonnen. 1880 war Albert Brosthaus der Ölmüller, ihm folgten Dumpe und Schetter. Die alten Anlagen der Ölmühle wurden 1914 durch eine moderne Hydraulikölmühle ersetzt, die das Öl mit 350 atü aus den Samen presste. Der Betrieb der Ölmühle wurde aus wirtschaftlichen Gründen um 1948 eingestellt.
1890 hatte der Pächter Heinrich Tüshaus die Mühle vom Grafen von Merveldt gekauft. Im gleichen Jahr ließ er eine Getreidemühle mit zwei Mahlgängen im ausgebauten Dachgeschoss einbauen. Das alte Mühlrad wurde dabei durch eine moderne Francis-Turbine ersetzt. Der erste Kornmüller hieß Kemper, ihm folgte Gerhard Böing. Unter dem wirtschaftlichen Druck der Großmühlen gab der Besitzer Hermann Tüshaus 1970 auch den Betrieb der Getreidemühle auf.
Damit wurde auch der 1908 eingebaute elektrische Generator abgestellt, der bei einer Gleichspannung von 110 Volt eine Leistung von 22 Kilowatt geliefert hatte. Der Strom wurde zuvor für die Mühlengebäude, die Müllerwohnung, den benachbarten Tüshaus-Hof mitsamt einer Brennerei sowie für das Festzelt des Schützenfestes und die Kirche genutzt.
Nach einer aufwändigen Restaurierung produziert die Tüshaus-Mühle seit Mai 2014 wieder Strom durch Wasserkraft. RWE, Volksbank und die landeseigene Energieagentur NRW haben der Stadt dabei geholfen, die denkmalgeschützte Wasserkraftanlage zu restaurieren. Dafür wurden ein neuer Wechselstromgenerator installiert und die Drehzahl der Turbine unter der Maßgabe verändert, dass die vorhandene Technik und das historische Aussehen vollständig erhalten bleiben sollten. Zudem wurde die bestehende Heizungsanlage gegen energieeffizientere Geräte ausgetauscht. Die Tüshaus-Mühle kann nun über die moderne Wechselstromanlage den Strom für alle ihre Maschinen, außerdem Licht und Wärme produzieren. Der überschüssige Strom wird in die Leitungen der Dorstener Netzgesellschaft eingespeist. – Mitte 2014 wurde der Gemeinnützige Förderverein Kulturdenkmal Tüshaus Mühle e. V. etabliert. Zur Gründungsvorsitzenden wählte die Versammlung Margarete Tüshaus. Der Tüshaus-Verein, die Stadt und der Heimatverein feierten im September 2015 das 400-jährige Bestehen der Mühle mit einem Feuerwerk, mit Musik und einem Mühlenfest.

## Restaurierung als Denkmal
Im Februar 1982 kamen Vertreter des Westfälischen Amtes für Denkmalpflege, der Oberen Denkmalbehörde und der Stadt Dorsten zu einem Ortstermin zur Tüshaus-Mühle. Die Mühle mit ihrer wechselvollen Geschichte und verschiedenen Nutzungsformen wurde für einmalig und erhaltenswert befunden. Die Kosten für eine erste Instandsetzung der baufälligen Mühle wurden mit 45.000 DM veranschlagt. Da für einen Mühlenbetrieb zahlreiche Teile der Technik eigens angefertigt werden mussten, bot sich der Müller Johannes Böing an, die Mühle zu restaurieren. Er hatte in den letzten Betriebsjahren der Tüshaus-Mühle den Beruf des Müllers bei seinem Vater Gerhard Böing gelernt und arbeitete in der Mühle Mense in Dorsten-Hervest. Mit der Zusage der Fördermittel des Landes Nordrhein-Westfalen begann im Herbst 1983 die Restaurierung des Mühlengebäudes. Der Eigentümer Max Tüshaus verpachtete die Mühle 1984 an die Stadt Dorsten. 1985 waren die Arbeiten am Bau abgeschlossen, die Restaurierung der Mühlentechnik dauerte an. 1986 wurde die Tüshaus-Mühle als technisches Kulturdenkmal anerkannt. Der Museumsbetrieb der Mühle wurde 1987 aufgenommen. Die Stromanlage von 1908 wurde 1989 von der VEW AG restauriert.
Seit 1970 wird die Mühle nur noch bei den regulären Öffnungszeiten, individuell gebuchten Führungen durch die Mühle oder bei besonderen Veranstaltungen wie dem sogenannten Mühlenfest zu Demonstrationszwecken in Betrieb genommen. Dieses findet jedes Jahr an Pfingstmontag statt und versetzt alle Besucher in vergangene Zeiten, in denen das gemahlene Getreide noch für das Brotbacken im Backhaus nebenan genutzt wurde.
Wer eine kleine Zeitreise machen und einen Eindruck von der Funktion der alten Mühle bekommen möchte, kann an regelmäßigen oder individuellen Führungen teilnehmen. Dabei setzt der Mühlenführer die Ledertreibriemen und Zahnräder in Gang und die Mühle klappert wieder.